# Kritischer Winkel
Der kritische (Einfalls-)Winkel {\displaystyle \theta _{\mathrm {c} }} ist ein Begriff aus der Physik und wird gebraucht im Zusammenhang mit der Brechung von Wellen. Gebräuchlich ist der Begriff insbesondere in der Optik (hier auch Grenzwinkel der Totalreflexion genannt) und in der Refraktionsseismik.

## Optik

Totalreflexion (rot und gelb): Interne Reflexion beim Auftreffen von Licht vom optisch dichteren auf ein optisch dünneres Medium (Goos-Hänchen-Effekt vernachlässigt)

Die Brechung von Wellen, d. h., die Richtungsänderung des Verlaufs beim Übergang einer Welle von einem Medium in ein angrenzendes Medium, basiert auf einer Änderung ihrer Ausbreitungsgeschwindigkeit. Diese wird durch das durchquerte Medium festgelegt.
Betrachtet man z. B. eine elektromagnetische Welle (wie sichtbares Licht), die sich in einem Medium 1 ausbreitet und unter einem bekannten Einfallswinkel {\displaystyle \alpha } auf eine Grenzfläche zu einem Medium 2 trifft, so wird diese gemäß den Fresnel-Gleichungen zum Teil reflektiert bzw. transmittiert, d. h., das Licht geht in das Medium 2 über. Bei diesem Übergang erfährt der Lichtstrahl (kann als Interferenz der Lichtwellen betrachtet werden) gemäß dem snelliusschen Brechungsgesetz eine Richtungsänderung, er wird „gebrochen“ (grüner Strahlenverlauf im Bild):
{\displaystyle n_{1}\cdot \sin(\theta _{1})=n_{2}\cdot \sin(\theta _{2})}
mit
- den Brechungsindizes {\displaystyle n_{1}} und {\displaystyle n_{2}} der beiden Medien
- dem Einfallswinkel {\displaystyle \theta _{1}} und dem Ausfallswinkel {\displaystyle \theta _{2}}.

Das bedeutet für einen Übergang:
- von einem Medium 1 in ein optisch dichteres Medium 2 ({\displaystyle c_{1}>c_{2}}, {\displaystyle n_{1}<n_{2}}), z. B. beim Übergang von Luft in Wasser, dass der Strahl zum Lot hin gebrochen wird: {\displaystyle {\frac {n_{1}}{n_{2}}}={\frac {\sin(\theta _{2})}{\sin(\theta _{1})}}<1}
- von einem Medium 1 in ein optisch dünneres Medium 2 ({\displaystyle c_{1}<c_{2}}, {\displaystyle n_{1}>n_{2}}), z. B. beim Übergang von Wasser in Luft, dass der Strahl vom Lot weg gebrochen wird: {\displaystyle {\frac {n_{1}}{n_{2}}}={\frac {\sin(\theta _{2})}{\sin(\theta _{1})}}>1}; dieser Fall ist im Bild dargestellt;

mit den Ausbreitungsgeschwindigkeiten {\displaystyle c_{1}} und {\displaystyle c_{2}} der beiden Medien.
Vergrößert man nun im zweiten Fall den Einfallswinkel {\displaystyle \theta _{1}}, so verläuft der gebrochene Strahl ab einem bestimmten Wert parallel zur Grenzfläche (gelber Strahlenweg im Bild). Dieser Winkel wird kritischer Winkel {\displaystyle \theta _{\mathrm {c} }} genannt. Anders formuliert ist der kritische Winkel derjenige, bei dem es erstmalig zur Totalreflexion und gerade nicht mehr zur Transmission kommt (bzw. gerade noch, da die Ausbreitungsgeschwindigkeit der kritisch refraktierten Welle die des Mediums ist, in das transmittiert würde (die schnellere)).
Der kritische Winkel der Optik lässt sich berechnen mithilfe des snelliusschen Brechungsgesetzes und der Arcussinus-Funktion:
{\displaystyle {\begin{aligned}n_{1}\cdot \sin(\theta _{\mathrm {c} })&=n_{2}\cdot \underbrace {\sin(90^{\circ })} _{1}\\\Leftrightarrow \theta _{\mathrm {c} }&=\arcsin \!\left({\frac {n_{2}}{n_{1}}}\right).\end{aligned}}} (Ergebnis zunächst im Bogenmaß)
Wenn z. B. ein Lichtstrahl von Wasser in Luft austreten soll, ergibt sich mit {\displaystyle n_{1}=1,3330} und {\displaystyle n_{2}=1,000292} ein kritischer Winkel {\displaystyle \theta _{\mathrm {c} }\approx 48,63^{\circ }}.

## Seismik

Schema eines Laufzeitdiagramms und dessen Strahlwege, einschließlich kritischem Winkel i_{c}

Die Abhängigkeit des Strahlwegs von der Ausbreitungsgeschwindigkeit gilt gleichermaßen auch für seismische Wellen. In diesem Fall der mechanischen Wellenausbreitung stellt der „Wellenstrahl“ die senkrechte Trajektorie der Wellenfront dar. Verändert sich nun die Ausbreitungsgeschwindigkeit, so wird dadurch die Lage der Wellenfront und somit auch der Strahlweg verändert.
Das snelliussche Brechungsgesetz ist in der Seismik über die Ausbreitungsgeschwindigkeiten ({\displaystyle v_{1}},{\displaystyle v_{2}}) der durchlaufenen Medien definiert:
{\displaystyle {\frac {\sin(\theta _{1})}{v_{1}}}={\frac {\sin(\theta _{2})}{v_{2}}},}
Dies ist vollkommen äquivalent zur Formulierung der Optik mit dem Brechungsindex, wenn man bedenkt, dass gilt:
{\displaystyle n_{i}={\frac {c}{c_{i}}}\Leftrightarrow v_{i}=c_{i}={\frac {c}{n_{i}}}}
mit
- der Lichtgeschwindigkeit {\displaystyle c}
- der Ausbreitungsgeschwindigkeit {\displaystyle c_{\mathrm {i} }} bzw. {\displaystyle v_{\mathrm {i} }}im jeweiligen Medium.

Der kritische Winkel der Seismik ist demnach zu berechnen aus:
{\displaystyle \theta _{\mathrm {c} }=\arcsin \!\left({\frac {v_{1}}{v_{2}}}\right).}
Im Gegensatz zu elektromagnetischen Wellen, deren Ausbreitungsgeschwindigkeit – wie am Beispiel eines Lichtstrahls erläutert – im optisch dichteren Medium abnimmt, nimmt diese bei seismischen Wellen zu, wenn die Wellenfront in ein kompakteres Medium eintritt. Eine kritische Refraktion tritt bei seismischen Wellen daher beim Übergang von einem lockereren in ein festeres Gestein auf.
Der Effekt der seismischen kritischen Refraktion wird in der Methode der Refraktionsseismik gezielt zur Untersuchung von Schichtstrukturen des Erdinneren ausgenutzt: Im Regelfall wachsen die seismischen Geschwindigkeiten mit zunehmender Tiefe an, so dass beim Auftreffen einer seismischen Welle auf eine Schichtgrenze unter dem kritischen Winkel eine refraktierte Welle entsteht. Diese Kopfwelle breitet sich entlang der Schichtgrenze mit der Geschwindigkeit der unteren Schicht aus. Dabei strahlt sie kontinuierlich seismische Wellenenergie ab, die wiederum unter dem kritischen Winkel zurück an die Oberfläche läuft, wo sie aufgezeichnet werden und zur Bestimmung der Ausbreitungsgeschwindigkeit benutzt werden kann.